# Каминчай
Каминчай — река в России, протекает в Ахтынском районе Республики Дагестан. Длина реки составляет 10 км. Площадь водосборного бассейна Каминчая — 35,9 км².
Начинается на южных склонах горы Тукиркиль, течёт в юго-восточном направлении через населённые пункты Хал и Миджах. В Миджахе впадает в Ахтычай слева на расстоянии 13 километров от его устья.

## Данные водного реестра
По данным государственного водного реестра России относится к Западно-Каспийскому бассейновому округу, водохозяйственный участок реки — Самур.
Код объекта в государственном водном реестре — 07030000412109300002453.